# 定阳郡
定阳郡，中国南北朝时设置的郡。
- 北魏太安二年（456年）设置定阳郡。领临真、临戎二县，辖区约为今陕西延安市东南部。治所在临真县，故址在今陕西延安市临镇。北魏末年废定阳郡。
- 北魏孝昌年间侨置，东魏兴和四年（542年）置定阳郡，属南朔州，后属晋州、汾州。治所在平昌县（今山西介休市）。领三县：定阳、平昌、西五城，498户，1941口。辖境约相当今山西介休市、灵石县境。北周改为介休郡。[1]
- 北魏孝文帝延兴四年（474年）置定阳郡，故治在定阳县（今山西省吉县）。属东雍州，辖境相当今山西省吉县。隋文帝开皇三年（583年）废定阳郡。
- 东魏另有侨置西定阳郡，参见南汾州。